# Ratnowice
Ratnowice est une localité polonaise de la gmina d’Otmuchów située dans le powiat de Nysa en voïvodie d'Opole.